# Dubok (obwód brzeski)
Dubok (biał. Дубок, Dubok) – wieś położona na Białorusi w rejonie brzeskim, obwodu brzeskiego. Wieś wchodzi w skład sielsowietu Domaczewo.

## Położenie i nazwa
Miejscowość położona przy granicy białorusko-ukraińskiej, nad rzeczką Kopajówką, prawym dopływem Bugu. Na północny zachód od wsi znajdują się Charsy, na południowy zachód – Przyborowo, na północny wschód – Huta, a na południowy wschód  – Chrypsk (na Ukrainie). Tak zlokalizowana miejscowość na polskich mapach nosi nazwę „Dąbek”  (także współczesnych, np. w Wikimapii). Jednak polskie publikacje krajoznawcze opisują wieś pod mianem „Dubok”.

## Historia i zabytki
Wieś magnacka położona była w końcu XVIII wieku w powiecie brzeskolitewskim województwa brzeskolitewskiego.
W miejscowości stoi drewniana parafialna cerkiew prawosławna pw. św. Proroka Eliasza z przełomu XVIII i XIX w.
W okresie międzywojennym Dąbek należał do gminy Przyborowo w powiecie brzeskim województwa poleskiego II RP. W związku z likwidacją tejże gminy (1928) wraz ze wszystkimi miejscowościami zniesionej jednostki administracyjnej znalazł się w gminie Domaczewo, jednak stosowne rozporządzenie nie wymienia nazw miejscowości. Nazwa „Dąbek” nie pojawia się na stronie radzima.net wśród miejscowości współczesnych, zaś jej miejsce zajmuje miejscowość „Dubek”.